# Национално знаме на Самоа
Националното знаме на Самоа е прието на 24 февруари 1949 година. Знамето е съставено от червен фон със син квадрат в горния ляв ъгъл, на който са изобразени пет бели звезди, четири големи и една малка, представляващи съзвездието Южен кръст.

## Знаме през годините
- (1900 – 1914)
- (1914 – 1922)
- (1948 – 1949)